# Slaget vid Salla
Slaget vid Salla utkämpades mellan finska och sovjetiska trupper nära Salla i norra Finland under vinterkriget. De sovjetiska trupperna hade order om att avancera genom Salla till Kemijärvi och Sodankylä, och därifrån till Rovaniemi på två veckor. Därefter skulle man gå mot Torneå och dela Finland i två delar. De finska styrkorna lyckades stoppa den sovjetiska framryckningen strax öster om Kemijärvi. Under de sista dagarna i februari 1940 ersattes de finska styrkorna av svenska och norska frivilliga från stridsgruppen SFK.

## Slagordning

### Finland
Vid krigets utbrott fanns det enbart ett fåtal finska trupper i området. Den 17:e avdelta bataljonen (Er.P 17) eller "Salla bataljon" som den även kallades, mobiliserades före krigets utbrott. Dess huvudkomponenter kom från ett gränsbevakningskompani. De finska trupperna var del av Lapplandsgruppen (Lapin Ryhmä) som leddes av generalmajor Kurt Martti Wallenius.

### Sovjetunionen

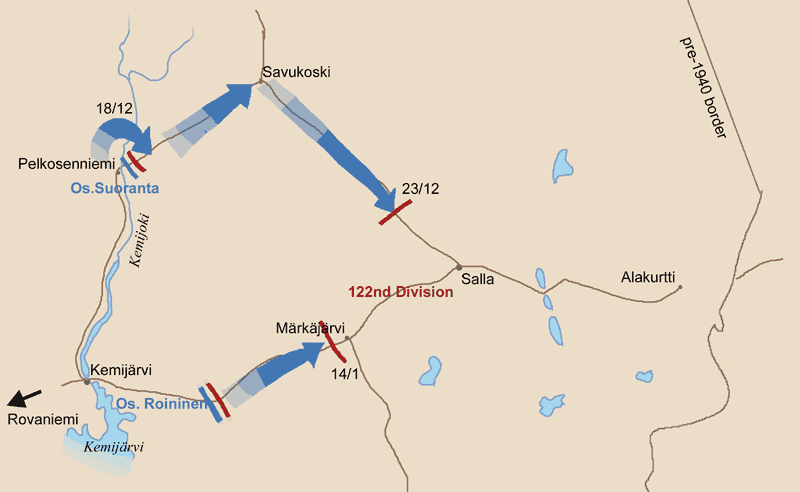
Finskt motanfall och sovjetiskt tillbakadragande.

Sovjetunionen anföll med två divisioner, den 122:a och den 88:e divisionen.[källa behövs]